# Leopold Greville, Bá tước thứ 6 xứ Warwick
Leopold Greville, Bá tước thứ 6 xứ Warwick, CMG, MVO (10 tháng 9 năm 1882 – 31 tháng 1 năm 1928), được gọi với nhã xưng là Lãnh chúa Brooke từ năm 1893 đến năm 1924, là một sĩ quan người Anh.